# Syndiamesa bicolor
Syndiamesa bicolor är en tvåvingeart som beskrevs av Tokunaga 1937. Syndiamesa bicolor ingår i släktet Syndiamesa och familjen fjädermyggor. Inga underarter finns listade i Catalogue of Life.